# Luiz Moraes Correia
Luiz Moraes Correia (Amarração, 23 de dezembro de 1881 -  Fortaleza, 23 de outubro de 1934), foi um jurista, sociólogo, professor, maçom, teosofista e político brasileiro. Foi juiz federal do Estado do Ceará e reconhecido nacionalmente pela produção de diversos livros da área jurídica e do campo da teosofia, além de participar da revolução de 1930, apoiando a aliança liberal que levou Getúlio Vargas a presidência da república.

## Biografia

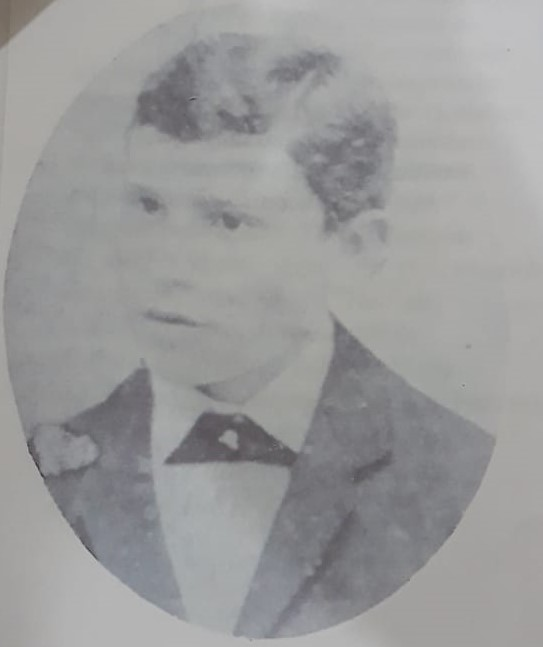
O jovem Luiz Moraes Correia

Era filho de Francisco Severiano de Moraes Correia Filho e Maria Cleófas de Miranda e Castro. Ainda bem jovem já demonstrava facilidade em produzir textos acadêmicos e peças teatrais. Segundo Silva (2009), Luiz Moraes Correia aos dezenove anos tivera peça dramática de sua autoria "O nascimento de Cristo" encenada nos municípios de Parnaíba, Teresina, dentre outras cidades, atingindo o município de Sobral, com registros elogiosos do jornal A Ordem, em agosto de 1901. Ainda residindo na cidade de Parnaíba, formou-se em direito pela Faculdade de Direito do Ceará em 1910, sendo contemporâneo de Quintino Cunha, Raul de Sousa Carvalho e José Armando Marcondes Ferraz, Boanerges Facó e Faustino de Albuquerque e Sousa. Torna-se, promotor público em Teresina, secretário de polícia e procurador fiscal do Estado do Piauí. Em Fortaleza no ano de 1918, presta concurso para a Faculdade de Direito do Ceará, sendo nomeado professor, sua tese de concurso, intitulada "O direito de propriedade, o domínio e a posse" recebeu comentários elogiosos de diversos juristas dentre eles Clóvis Beviláquia. Casou-se com Esmerina de Moraes Correia com quem teve sete filhos, dentre estes, Luíza Moraes Correia Távora, esposa do governador Virgílio Távora e Nicia de Moraes Correia Marcílio, esposa do deputado federal Flávio Portela Marcílio.  Durante sua vida no Ceará, possuiu forte vínculo com grandes nomes da sociedade cearense dentre eles Álvaro Wayne, Theodoro Cabral, Fernandes Távora e Euclides César.

## Carreira Acadêmica
Foi professor da Faculdade de Direito do Ceará nomeado no ano de 1918 no dia 23 de setembro, no qual sob sua cátedra estava a disciplina de direito civil, as outras disciplinas contavam com os grandes nomes das Ciências Jurídicas do Estado do Ceará, dentre eles, Gustavo Augusto da Frota Braga (Direito Constitucional), Manuel Leira de Andrade (Direito Romano), Eduardo Henrique Girão (Direito Civil), José de Borba Vasconcelos (Direito Penal), entre outros. Produziu diversos livros no campo jurídico, dentre outros títulos, destacam-se "O Habeas-Corpus e os Interditos", "O crime e a pena", "O Estado e a Obrigação de Indenizar" e "Anteprojeto de Constituição (1933)". Durante sua vida participou da Academia Piauiense de Letras após ter reconhecido seus dotes literários ao escrever para o Diário do Piauí (1912) estudos jurídicos sobre o divórcio, além de publicar o livro "Comentários Jurídicos" (1914).

## Advogado e Juiz

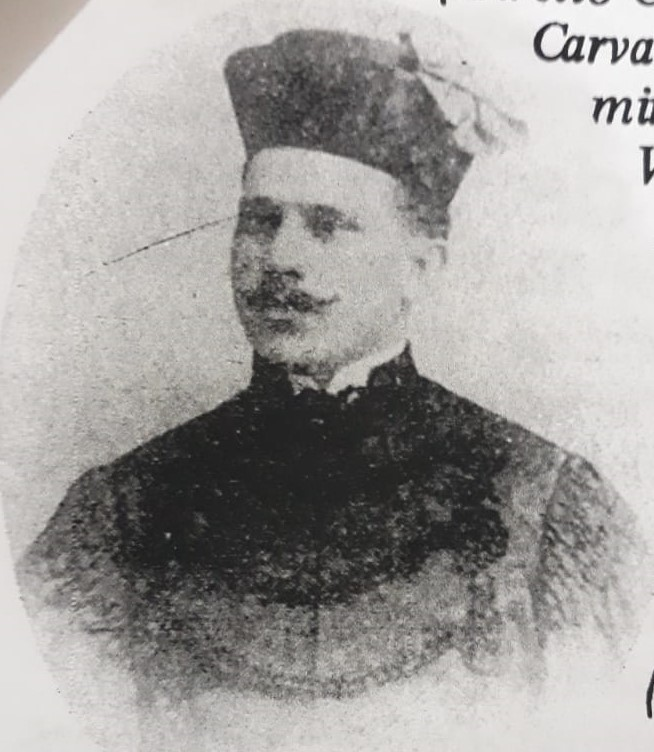
Luiz Moraes Correia, primeiro Juiz Federal do Estado do Ceará

Luiz Moraes Correia advogou por muitos anos no meio jurídico do Estado do Ceará, onde notabilizou-se pela sua destacada atuação, alcançando o cargo de Juiz Federal no ano de 1930, graças ao seu empenho profissional e seu relacionamento com os grupos liberais recém-instalados no poder em 1930, sendo partidário da Aliança Liberal.

## Maçonaria e Teosofia

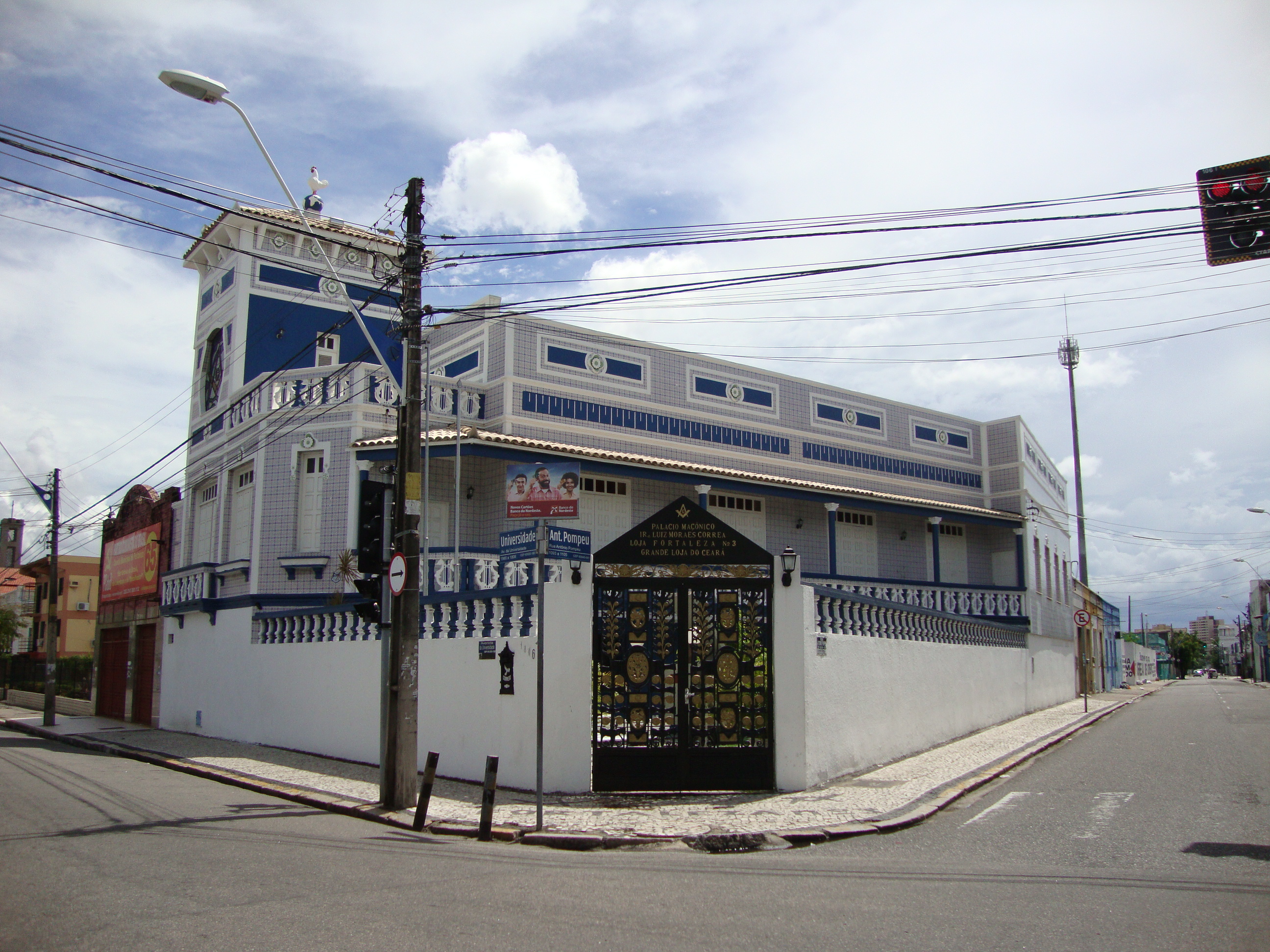
Loja Maçônica Fortaleza N°3, filiada a Grande Loja Maçônica do Estado do Ceará, Fortaleza-CE.

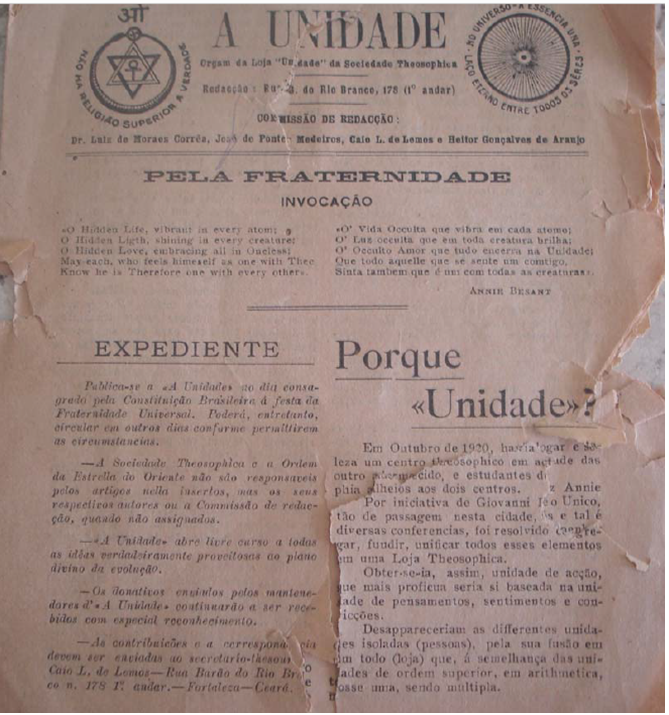
Circular da Loja Teosófica Unidade, de autoria de Luiz Moraes Correia e colaboradores

Luiz Moraes Correia iniciou sua vida maçônica na Loja Fraternidade Parnaibana N°870, pertencente ao Grande Oriente do Brasil no Estado do Piauí, em 10 de março de 1930, filiou-se a Loja Maçônica Fortaleza N°3, filiada a Grande Loja Maçônica do Estado do Ceará, onde se tornou Venerável Mestre em 24 de maio de 1930 e reeleito no dia 16 de maio de 1932, para o segundo mandato. Segundo Silva (2009), Luiz Moraes Correia em parceria com Euclides César, participou da redação do primeiro número (24 de junho de 1930) do Boletim da Grande Loja Maçônica do Estado do Ceará, com o tema "Ideais maçônicos". No campo da teosofia foi cofundador da Loja Unidade em 1920, no qual fora marcado á época, por diversos embates públicos entre Luiz Moraes Correia na publicação do circular Unidade e o jornal O Nordeste, reconhecido jornal católico da época, que publicara diversas matérias condenatórias ao culto do espiritismo e teosofia. Devido sua reconhecida solidariedade e sua ligação com a maçonaria, foi presidente do asilo de mendicidade, local criado por maçons e hoje chamado Lar Torres de Melo, responsável por auxiliar pessoas mais necessitadas da cidade. No campo da teosofia, publicou diversos livros sobre o tema, no qual destacam-se os livros: "Uma nova concepção do mundo e do homem (1927)", "A questão social por um novo prisma (1927)", "A psicologia como ciência da alma e democracia e socialismo (1934)".

## Livros publicados
Ao longo de sua vida, Luiz Moraes Correia publicou vários livros em diferentes campos de atuação acadêmica, aventurando nas questões sociais da sociedade até os contos literários, este último fortemente influenciado pela Academia Polimática, criada por Euclides César, que foi sócio benfeitor. Alguns livros publicados por Luiz Moraes Correia:

### Livros Produzidos no campo do Direito
• O Habeas-Corpus e os Interditos;
• O crime e a Pena;
• O Estado e a Obrigação de Indenizar;
• Anteprojeto de Constituição (1933);
• O direito e a propriedade;
• O domínio e a Posse;
• Razões e Pareceres;
• Nos Juízos e Tribunais;
• Tese de direito;
• O divórcio;
• Uma inovação jurídica.

### Livros produzidos no campo sociológico
• A questão social;
• Democracia e socialismo;
• Obras política – “Anteprojeto da constituição federal”;
• A pulverização de uma calúnia;
• O porto de Amarração.

### Livros produzidos no campo literário
• Amor e crime;
• Obras filosóficas – “Uma nova concepção do mundo e do homem”;
• Psicologia.

### Livros produzidos no campo didático
• Curso resumido de direito civil;
• Cartilha infantil;
• Leitura para a infância.

## Carreira política

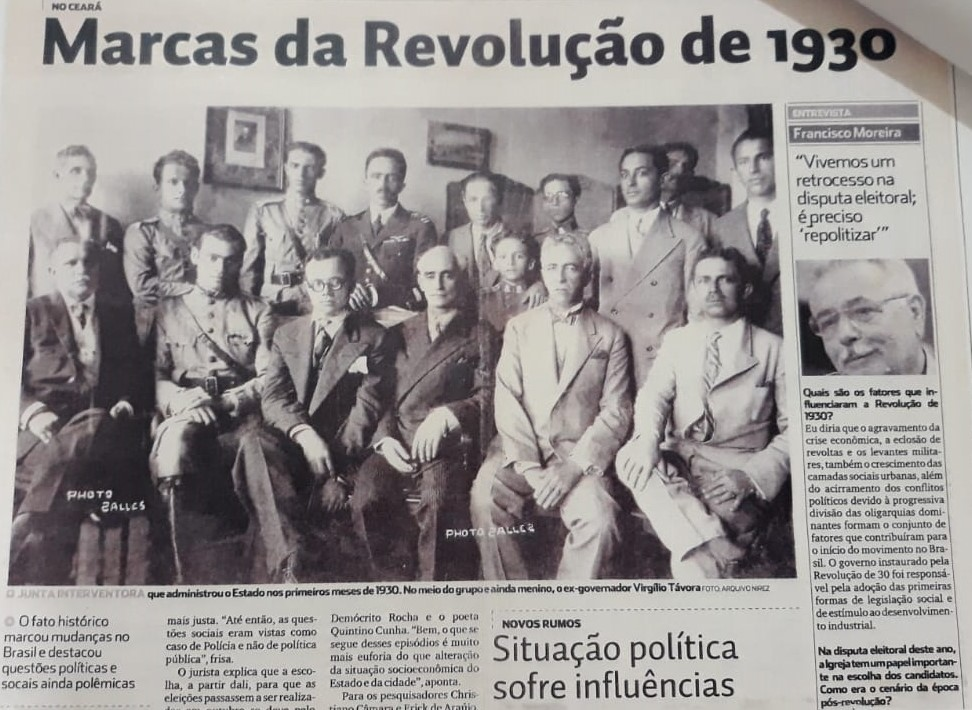
Junta interventora que administrou o Estado do Ceará nos primeiros meses de 1930. No meio do grupo, ainda menino, o ex-governador Virgílio Távora. Luiz Moraes Correia esta sentado, sendo o primeiro da esquerda para a direita.

Luiz Moraes Correia ocupou diversos cargos públicos durante a sua vida, foi Secretário de Estado da Polícia e Procurador no Piauí, Secretário da Fazenda e Secretário do Interior e Justiça no Ceará no governo de José Moreira Rocha (1924). Fez parte da equipe principal da administração do governador Manuel Fernandes Távora, voltando a ocupar a pasta da Secretaria do Interior e Justiça do Ceará, após a vitória da revolução de 1930. Segundo Silva (2009) foi cogitado também para o cargo de Interventor do Estado do Piauí ao qual negou alegando não se sentir com liberdade de ação em um Estado em que se achava preso por tantos laços de amizade. Segundo Magalhães (2008), Luiz Moraes Correia foi chefe revolucionário no conflito de 1930, onde segundo alguns autores, o mesmo defendia um regime liberal, com liberdade de culto e direitos aos cidadãos. No seu livro teosófico "A psicologia como ciência da alma e democracia e socialismo" o mesmo refere-se sobre o direito liberal da  seguinte maneira: " Advogar uma orientação liberal em política, uma atitude liberal por parte do Estado, significa conceber o Estado como o Estado, que não tolhe a marcha evolutiva da sociedade, amoldando-se continuamente à marcha evolutiva da sociedade, amoldando-se continuamente, através do direito público como do privado, a condições novas de existência [...]. Deixar que o egoísmo triunfe significa um retrocesso na área jurídica. Eis o que cumpre o Estado evitar, intervindo legitimamente e comedidamente nesse delicado terreno que envolve o direito individual."

## Homenagens

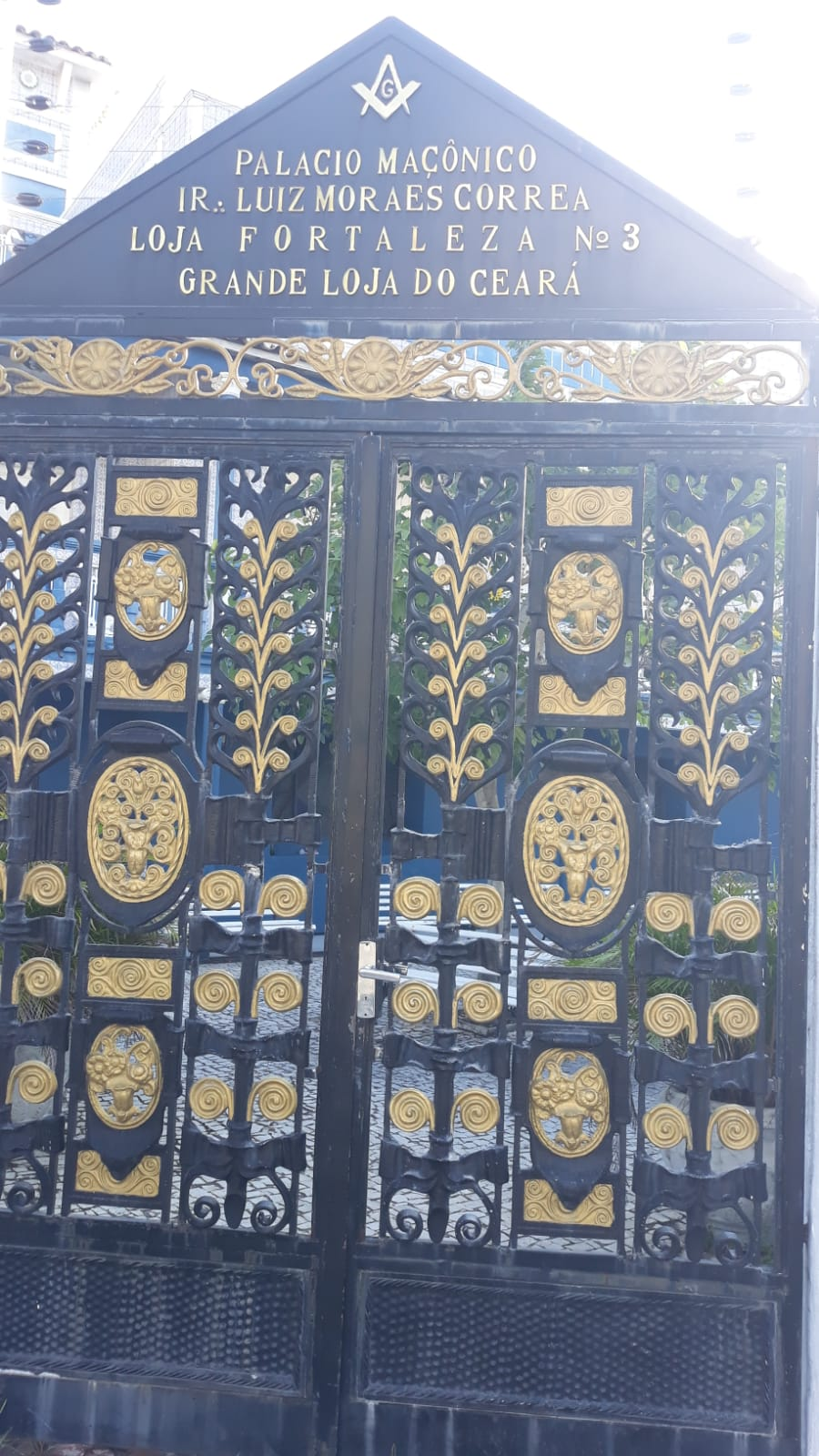
Palácio Maçônico Luiz Moraes Correia pertencente a Loja Fortaleza.

No ano do centenário (1981) de seu nascimento, a Loja Maçônica Fortaleza realizou uma célebre homenagem a um dos seus mais ilustres maçons, nomeando o seu palácio com o nome: "Palácio Maçônico Luiz  Moraes Correia".

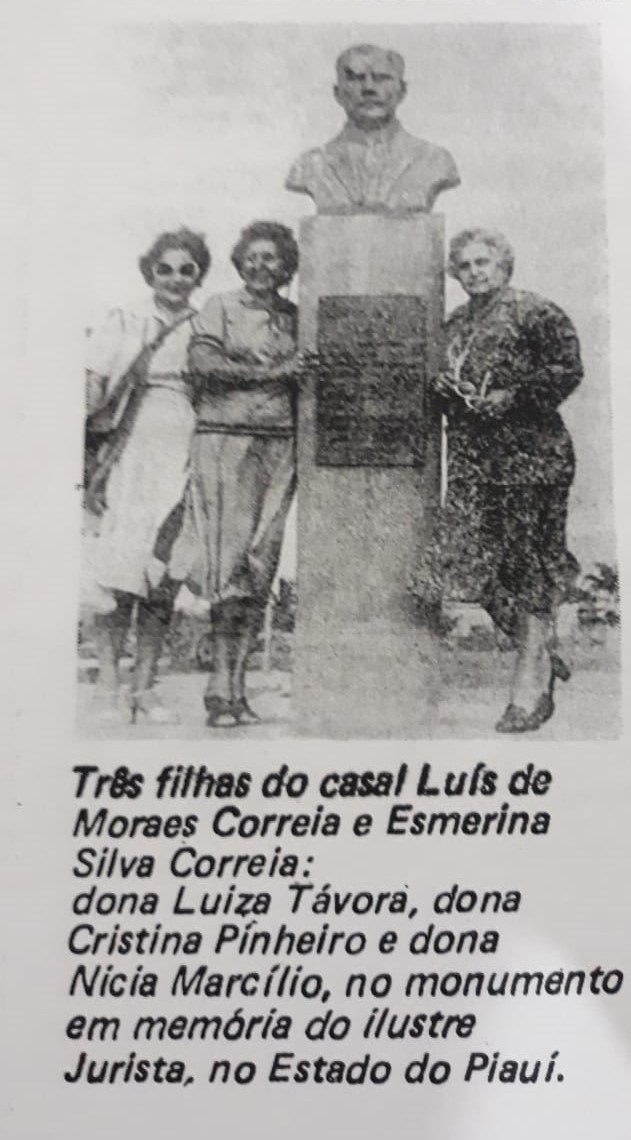
Luiza Moraes Correia Távora, Cristiane Moraes Correia e Nícia de Moraes Correia Marcílio em monumento em homenagem ao seu pai na cidade de Luís Correia.

A cidade de Amarração teve seu nome alterado para "Luís Correia" em homenagem ao seu ilustre cidadão, a partir do decreto de Lei Estadual de 1935.